# Gao Qinrong
Gao Qinrong (chiń. 高勤荣, pinyin Gāo Qínróng), urodzony 19 stycznia 1955 to chiński reporter, więziony przez 8 lat za publikację prasową. Ujawniał w niej, że wart 280 mln RMB (ok. 28 mln euro) projekt irygacyjny w mieście Yuncheng w prowincji Shanxi jest atrapą i służył urzędnikom głównie do imponowania przełożonym.
Gao był reporterem w państwowej agencji prasowej Xinhua, do której przeszedł po pracy w Dzienniku Młodzieżowym Shanxi (ang. Shanxi Youth Daily). O sprawie dowiedział się przypadkiem w pociągu, w którym ludzie dyskutowali o bezcelowym projekcie irygacyjnym w Yuncheng i jej możliwym prawdziwym celu. Według ich słów, ze względu na bardzo złą jakość ziemi nie miał on zupełnie sensu, ponadto wieże irygacyjne były wybudowane tylko częściowo, często np. tylko z jedną ścianą. Po obejrzeniu systemu irygacyjnego i rozmowach z władzami, Gao napisał krytyczny artykuł, którego jednak nie opublikowała jego agencja Xinhua.
Ostatecznie artykuł ukazał się 27 maja 1998 w głównej gazecie propagandowej, Renmin Ribao ("Dziennik Ludowy"), w dodatku przeznaczonym wyłącznie dla wysokich dygnitarzy komunistycznych. Później próbowała wezwać go Prowincjonalna Komisja Dyscyplinarna Shanxi, ale odmawiał spotkania. Sprawa wybuchła publicznie, gdy we wrześniu i październiku 1998 o sprawie doniosła chińska telewizja CCTV i inne media. Komitet Partii w Yuncheng nakazał zburzenie wież irygacyjnych, oraz rozpoczęcie śledztwa przeciwko Gao. Gao został aresztowany podczas wizyty w Pekinie i zabrany do Yuncheng, gdzie gotowy był już akt oskarżenia – zarzuty dotyczyły korupcji, defraudacji i sutenerstwa. Dziennikarzom odmawiano informacji, twierdząc, że nie jest to sprawa odpowiednia do publikacji, skoro sprawa wież została już rozwiązana, a Gao jest oskarżony o przestępstwa czysto kryminalne.
Gao został uznany za winnego i skazany na 12 lat więzienia. W trakcie odsiadki spotkał swojego głównego informatora w sprawie wież irygacyjnych, Gao Manqiang, byłego zastępcy szefa przedstawicielstwa okręgu Yuncheng w Pekinie.
Gao został wypuszczony 7 grudnia 2006. Wkrótce potem udzielił wielu wywiadów prasie krajowej i zagranicznej, jednak wkrótce potem władze zakazały publikacji informacji na jego temat.
Gao otrzymał w 2007 roku nagrodę CPJ International Press Freedom Awards.